# Andrij Jakowliw

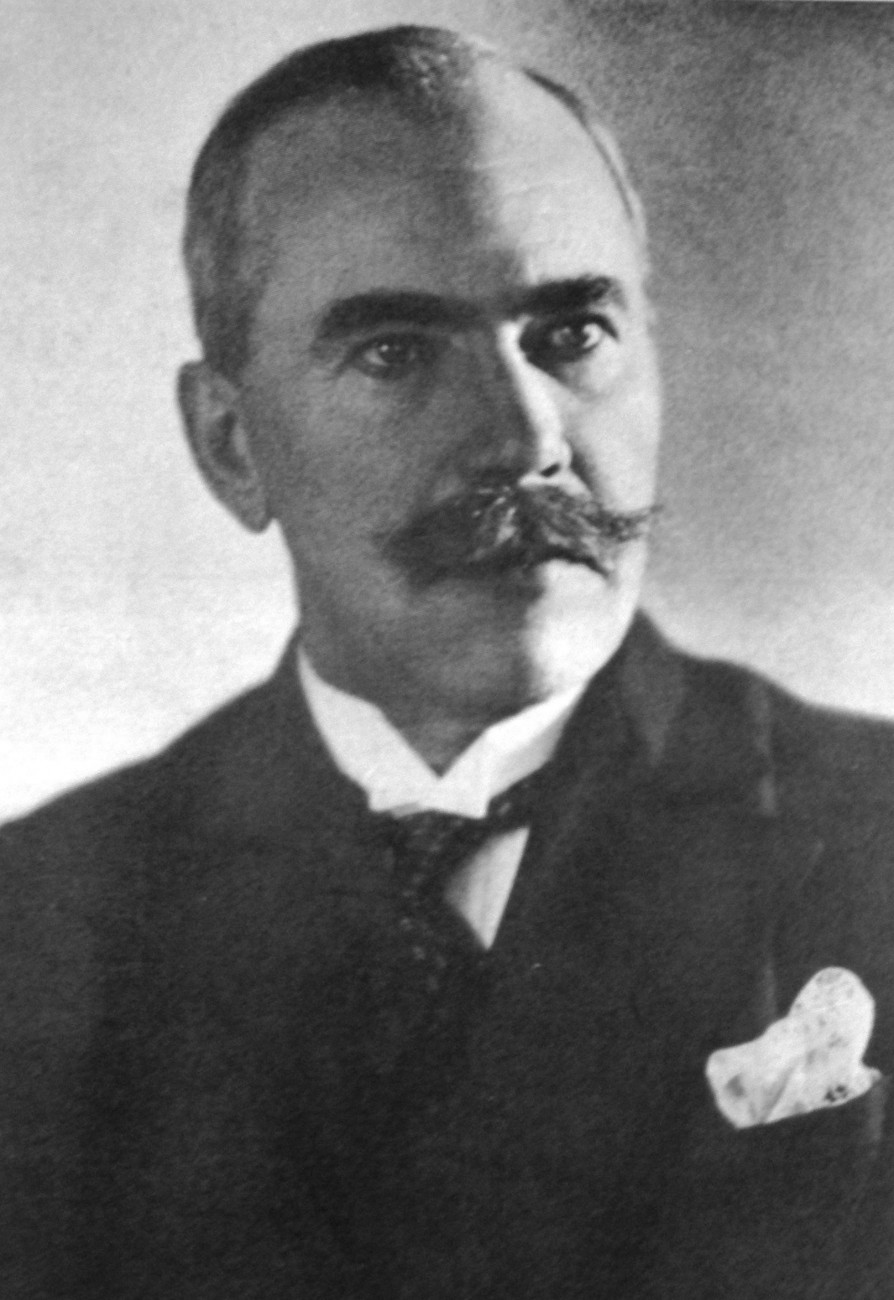
Andrij Jakowliw

Andrij Jakowliw (ur. 11 grudnia 1872 w Czehryniu  – zm. 14 maja 1955 w Nowym Jorku) – ukraiński działacz społeczny i polityczny, znany prawnik, pełniący obowiązki premiera rządu Ukraińskiej Republiki Ludowej na emigracji w latach 1944–1945.
Po ukończeniu studiów prawniczych na Uniwersytecie Kijowskim pracował w administracji i adwokaturze. W latach 1917–1918 był członkiem Ukraińskiej Centralnej Rady i dyrektorem jej kancelarii, następnie dyrektorem departamentu w MSZ URL i ambasadorem nadzwyczajnym w Austrii i wreszcie przewodniczącym misji dyplomatycznych URL do Holandii i Belgii.
Po upadku Republiki od 1923 przebywał na emigracji w Pradze, był docentem i profesorem Ukraińskiego Wolnego Uniwersytetu, a w latach 1930-1931 i 1945 - jego rektorem. Był również wykładowcą Ukraińskiej Akademii Gospodarczej w Poděbradach. W 1938 został dyrektorem Ukraińskiego Instytutu Naukowego w Warszawie.
Po II wojnie światowej przebywał w Belgii, w 1952 wyjechał do USA.
Pochowany na cmentarzu w Bound Brook.